# ザ・リッツ・カールトン大阪
ザ・リッツ・カールトン大阪（ザ・リッツ・カールトンおおさか、英称:The Ritz-Carlton Osaka）とは、大阪市北区梅田にある高級ホテルである。

## 概要
1997年5月23日、ハービスOSAKA西棟に開業したザ・リッツ・カールトン大阪は、マリオットの上位ブランドである「ザ・リッツ・カールトン」の名を冠する日本第1号のホテルである。高層ビルが立ち並ぶ西梅田地区に位置しており、オオサカガーデンシティという再開発地区に誕生した。
阪神電気鉄道が所有する梅田阪神第1ビルディング（ハービスOSAKA）に入居し、阪神電気鉄道100%子会社の株式会社阪神ホテルシステムズが経営している。

## 設備
客室
ザ・リッツカールトン・スイート2室、エグゼクティブスイート26室、ジャパニーズスイート（和室）2室を含む全291室。最もベーシックなスーペリアで43平方メートルの広さがある。最高級のザ・リッツカールトン・スイートは最上階に位置し、233平方メートルの広さ。
- 24階 - 32階 ： レギュラーフロア　調度品は青系統でまとめられている。客室内の設備は、ほとんどがクラブフロアと同等。
- 33階 - 35階 ： クラブフロア　「ホテルの中のホテル」と言われる。34階にラウンジがあり、専任のコンシェルジュが担当する。
- 36階 - 37階 ： スカイビューフロア/クラブスイート　豪華な眺望が約束される。眼下に広がる大阪都心の先にはあべのハルカス（南側）、大阪港（西側）はもちろん、明石海峡大橋まで望めることも多い。

レストラン
- ラ・ベ（フランス料理：メインダイニング）- 「ミシュランガイド京都・大阪2020」で、3年連続となる9回目の一つ星を獲得している。
- 香桃（中国料理）- 伝統的な広東料理にモダンなエッセンスを加えた独創的な料理を楽しめるレストラン。
- 花筐（日本料理） - 会席の他に寿司・炭火焼・鉄板焼き・天ぷらは、それぞれ専用のカウンターが用意されている。なお、「ミシュランガイド京都・大阪2020」で「天ぷら　花筐」が一つ星を獲得。
- スプレンディード（イタリア料理：オールデイダイニング）- 本格的なイタリア料理が楽しめる上質でスタイリッシュなレストラン。
- ザ・バー - 150種類以上のシングルモルトウイスキーや110種類のマティーニなど、計500種類におよぶ銘柄のお酒に加え、50種類のシガーも取り揃える。
- ザ・ロビーラウンジ - 昼間は英国の本格的なアフタヌーンティーなど、バラエティーに富んだメニューを提供し、夜はビストロノミーへと姿を変える。
- インルームダイニングは24時間営業している。

## 総支配人
- マーク・ノイコム - 現総支配人

## アクセス
鉄道
- JR 大阪駅下車、桜橋口から徒歩5分・中央口から徒歩10分
- JR大阪環状線 福島駅下車、徒歩10分
- JR東西線 北新地駅下車、徒歩10分
- 阪神電気鉄道 梅田駅下車、徒歩5分
- Osaka Metro四つ橋線 西梅田駅下車、徒歩5分
- Osaka Metro御堂筋線 梅田駅下車、徒歩10分
- Osaka Metro谷町線 東梅田駅下車、徒歩15分
- 阪急電鉄 梅田駅下車、徒歩15分
- 新大阪駅からは、大阪駅(JR京都線利用)/梅田駅（地下鉄御堂筋線利用）経由で約15〜30分。
- ユニバーサル・スタジオ・ジャパンへは、JR大阪駅からJRゆめ咲線経由で約20分程度。

高速バス
- ハービスOSAKAバスターミナルより徒歩2分（関西国際空港や伊丹空港へのリムジンバスも発着） - ベルボーイによる出迎えサービスあり
- OCAT（難波）より約20〜30分。Osaka Metro四つ橋線利用、西梅田駅下車。